# Жанне, Фабрис
Фабри́с Жанне́ (фр. Fabrice Jeannet; род. 20 октября 1980, Фор-де-Франс) — французский фехтовальщик на шпагах, двукратный олимпийский чемпион и пятикратный чемпион мира. Младший брат Жерома Жанне, также двукратного олимпийского чемпиона по фехтованию.
На Олимпиаде в Афинах французская команда шпажистов в составе Фабриса Жанне, Жерома Жанне, Юга Обри и Эрика Буасса в полуфинале в упорнейшем матче сломила сопротивление команды Германии со счётом 45-44 и вышла в финал, где, победив сборную Венгрии 43-32, стала олимпийским чемпионом. В личном первенстве в Афинах Фабрис дошёл до четвертьфинала, где лишь один укол проиграл своему товарищу по команде Эрику Буассу (14-15).
Через 4 года на Олимпиаде в Пекине французам удалось повторить свой успех — братья Жанне и Ульриш Робейри с блеском выиграли турнир шпажистов: в четвертьфинале была повержена команда Венесуэлы 45-33, в полуфинале — Италия 45-39, а в финале разгромлены поляки — 45-29. В личном первенстве в Пекине Фабрис проиграл в финале итальянцу Маттео Тальяриолю со счётом 9-15 и завоевал серебро.

## Награды и звания
24 сентября 2014 года было присвоено звание кавалера ордена Почётного легиона.